# Tim Kazurinsky
Timothy J. Kazurinsky (* 3. března 1950 Johnstown, Pensylvánie) je americký herec, scenárista a bavič.

## Počátky
Narodil se v Johnstownu do rodiny polského přistěhovalce, ale až do svých šestnácti let žil v Austrálii. Následně pracoval v obchodu nebo jako copywriter. Následně se odstěhoval do Chicaga a začal se věnovat komediálním skečím a hraní v komediálních seriálech. K těm nejznámějším patřili The Second City a Saturday Night Live.

## Kariéra
V Saturday Night Live se proslavil především jako imitátor známých osobností. Věnoval se také točení filmů a seriálů. K prvním patřil například film Můj tělesný strážce. I českým divákům se stal známým v roce 1985, kdy přijal nabídku na roli do filmu Policejní akademie 2: První nasazení. Poté se objevil ještě v dalších dvou dílech této úspěšné komediální serie, vždy jako Sweetchuck - nejprve prodavač klenotů, následně kadet a policejní strážník. Objevil se také v parodii na Pulp Fiction s názvem Plump Fiction.

## Ocenění
V roce 1984 byl spolunominován s pracovním týmem ze Satuday Night Live za epizodu číslo 378 na cenu Emmy. K spolunominovaným patřili i herci Eddie Murphy nebo James Belushi.
V roce 2002 byl nominován za scénář k seriálu My Beautiful Son na televizní cenu BAFTA.

## Osobní život
Žije ve státě Illinois se svou ženou Marciou. S ní má syna Petea a dceru Zoe.